# ديما هاسو
ديما هاسو رمزها «NC» (بالإنجليزية: Dima  Hasao)‏ ، هو تقسيم إداري لدولة الهند تتبع ولاية أسام (بالإنجليزية: Assam)‏ ، مركزها هو مدينة هافلونج (بالإنجليزية: Haflong)‏ عدد سكانها حسب تعداد سنة 2001 هو 186,189 ، مساحتها 4,888 كم² وكثافة السكان 38 لكل كم² .